# Compus de micul dodecaedru stelat și marele dodecaedru
Compusul de micul dodecaedru stelat și marele dodecaedru este un compus poliedric, format dintr-un mic dodecaedru stelat și un mare dodecaedru. Marele dodecaedru se află în interiorul dualului său micul dodecaedru stelat. Este unul dintre cei cinci compuși construiți dintr-un poliedru platonic sau poliedru Kepler–Poinsot și dualul său. Poate fi văzut și ca o stelare. Anvelopa sa convexă este un dodecaedru regulat. 
Poate fi văzut ca unul dintre cele două echivalente tridimensionale ale compusului de două pentagrame (decagramă, {10/4}); această serie continuă în cvadridimensional cu compuși ai 4-politopurilor stelate.